# Monechma
- Commons
- Wikispecies

Monechma Hochst., segundo o Sistema APG II, é um gênero botânico da família Acanthaceae.

## Sinonímia
- Pogonospermum Hochst.
- Schwabea Endl.

## Espécies
- Monechma acutum
- Monechma affine
- Monechma angustifolium
- Monechma angustissimum
- Monechma arenicola
- «Lista das espécies»

## Nome e referências
Monechma Hochstetter , 1841

## Classificação do gênero
| Sistema | Classificação                       | Referência            |
| ------- | ----------------------------------- | --------------------- |
| APG II  | Ordem Lamiales, família Acanthaceae | APweb, versão 9, 2008 |